# Domingo Ulloa

Domingo Ulloa Retamal (Santiago, 19 de diciembre de 1925-19 de abril de 2018) fue un fotógrafo chileno.

## Biografía
Domingo Ulloa, hijo de Tirso Ulloa y Cecilia Retamal, nació en Santiago de Chile en 1925.
Participó como jefe técnico en la exposición Rostro de Chile, inaugurada en 1960, trabajo que tomó tres años donde estuvo a cargo del revelado y las ampliaciones. Ulloa afirmaba: "Logré que todos los negativos tuviesen la misma densidad, lo que permitía que cualquiera de ellos fuese ampliado a grandes formatos".
Especialista en fotografía análoga, fue profesor de la cátedra de Fotografía Periodística en la Universidad de Chile y académico de la Escuela de Bellas Artes, del Departamento de Diseño Gráfico y de la Escuela de Periodismo entre 1962 y 1983.
Luego del Golpe Militar, allanamientos en su hogar y de la deteriorada situación en que se encontraba la Universidad de Chile, se jubiló en 1983.
Juan Domingo Marinello afirmó sobre Ulloa "(...) como fotógrafo y laboratorista fue el amo de la alquimia, un gran maestro, formador de profesionales gráficos. Fue muy generoso con sus secretos de oficio".